# Оркенды
Оркенды (каз. Өркенді, до 2001 г. — Победа) — село в Жетысайском районе Туркестанской области Казахстана. Входит в состав Ынтымакского сельского округа. Код КАТО — 514487500.

## Население
В 1999 году население села составляло 1724 человека (838 мужчин и 886 женщин). По данным переписи 2009 года, в селе проживало 2717 человек (1324 мужчины и 1393 женщины).